# ジョージ・カンボソス・ジュニア
ジョージ・カンボソス・ジュニア（George Kambosos Jr.、1993年6月14日 - ）は、オーストラリアのプロボクサー。ニューサウスウェールズ州シドニー出身。元WBAスーパー・IBF・WBO世界ライト級統一王者。

## 来歴
2013年5月18日、プロデビュー戦を行い2回2分6秒TKO勝ち。白星デビューを飾った。
2019年12月14日、マディソン・スクエア・ガーデンにてテレンス・クロフォード対エギディウス･カバリアウスカスの前座で元IBF世界ライト級王者のミッキー・ベイと対戦し、10回2-1（97-92、96-93、94-95）の判定勝ちを収めた。
2020年10月31日、ロンドンのウェンブリー・アリーナにてオレクサンドル・ウシク対デレック・チゾラの前座で元IBF世界フェザー級王者のリー・セルビーとIBF世界ライト級挑戦者決定戦を行い、12回2-1（118-110、114-115、116-112）の判定勝ちを収めた。
2021年11月27日、マディソン・スクエア・ガーデン内フールー・シアターにてWBAスーパー・WBCフランチャイズ・WBO・IBF世界ライト級統一王者のテオフィモ・ロペスと対戦。試合前の掛け率でカンボソスに7倍がつくロペス圧倒的優位予想だったが、12回2-1（115-111、113-114、115-112）の判定勝ちを収め王座獲得に成功した。試合前にカンボソス陣営はフランチャイズ王者であるロペスに勝利した場合に王座を獲得できるようWBCに要求を出し、WBCが承認していたためカンボソスはフランチャイズ王座も獲得した。ただし、リング誌やBoxrec.comは、WBCフランチャイズ王座を正当な王座とみなしていないため、カンボソスを4団体統一王者と認定していない。WBC会長のマウリシオ・スライマンは、この混乱した状況を「申し訳ない」と謝罪しつつ、カンボソスがライト級のアンディスピューティド王者（Undisputed Champion、議論する余地のない王者、誰もが認める王者）だとしている。
2022年6月5日、母国オーストラリア・メルボルンのマーベル・スタジアムに41,129人の観衆を動員して、WBC世界ライト級王者デヴィン・ヘイニーと4団体統一戦を行い、12回0-3（112-116×2、110-118）の判定負けで王座から陥落した。試合には負けたが観客動員はマニー・パッキャオ対ジェフ・ホーンの51,053人に次ぐオーストラリア近代ボクシング史上2位の記録となり、ペイ・パー・ビューの販売件数ではパッキャオ対ホーンの6万件を上回る7万件を売上げた。
2022年6月17日、カンボソスがヘイニー戦の再戦条項を行使した。
2022年10月16日、メルボルンのロッド・レーバー・アリーナでWBAスーパー・WBC・IBF・WBO世界ライト級王者デヴィン・ヘイニーとダイレクトリマッチで再戦し、12回0-3（109-119、110-118×2）の判定負けを喫し王座獲得に失敗した。
2023年5月18日、ボブ・アラムのトップランク社と契約を結んだことを発表した。
2023年7月22日、オクラホマ州ショーニーのファイアレイク・アリーナにてIBF世界ライト級9位でIBO世界ライト級王者のマキシ・ヒューズとIBF世界ライト級2位決定戦を行い（1位はグスタボ・レモス）、12回2-0（114-114、117-111、115-113）の判定勝ちを収めた。しかし、試合を中継したESPNが117-111でヒューズの勝ちとつけるなど、ボクシング関係者やファンからヒューズが勝っていた疑惑の判定だと多数の声が上がり、カンボソスと対戦の可能性があるため会場に来てリングサイドで観戦していたシャクール・スティーブンソンも「強盗（不当判定）だと思った」「ジャッジはボクサーと同じぐらい集中すべきで、彼らは試合を見ていないし、実際の試合に注意を払っていないように感じる。彼らがボクシングを台無しにしてるんだ」とジャッジを非難し、「マキシの方が優れたボクサーだと思った。カンボソスは私のレベルにいない、私はトップ中のトップと対戦したいんだ」とカンボソスとの対戦を否定した。
2024年5月12日、パースのパース・アリーナにてIBF世界ライト級3位の元世界3階級制覇王者ワシル・ロマチェンコとIBF世界ライト級王座決定戦を行い、11回2分49秒TKO負けを喫し王座獲得に失敗した。
2024年11月22日、トップランクから離脱しディベイラ・エンターテインメント、フェローシス・プロモーションと共同プロモーションの形でマッチルーム・スポーツ・USAと契約した。

## 契約違反訴訟問題
2022年10月13日、マネージャーのピーター・カーンとトレーナーのハビエル・センテノがフロリダ州ブロワード郡の巡回裁判所でカンボソスに対して契約違反の訴訟を起こした。カーンは34万7700米ドル（約4800万円）以上の未払い、センテノは28万米ドル（約3800万円）の未払いがあると訴えた。
カーンの訴訟によると、2017年7月2日頃にカーンとカンボソスはカーンがマネージャーとなり収益の10％を受け取る口頭合意を結んだ。しかし、その後カンボソスは契約の条件を実行することを不履行または拒否、特に2022年6月5日のデヴィン・ヘイニー第1戦では、a) カンボソスは認可料を差し引かれた後380万米ドル（約5億3千万円）のファイトマネーを受け取ったが、カーンに支払われたのは30万米ドル（約4100万円）のみで、8万8千米ドル（約1200万円）が未払い、b) カンボソスはチケット収益から430700米ドル（約6千万円）を受け取ったが、その収益から全く支払われていないため、43700米ドル（約600万円）が未払い、c) カンボソスはペイ・パー・ビュー収益から32万米ドル（約4400万円）を受け取ったが、その収益から全く支払われていないため、3万2千米ドル（約440万円）が未払い。
2022年10月3日、カーンにカンボソスから、共同マネージャーの解雇と口頭合意契約の同日付けでの終了を通告する手紙が届いた。
センテノの訴訟は、2021年11月27日のテオフィモ・ロペス戦で、a) カンボソスは120万米ドル（約1億6千万円）のファイトマネーを受け取ったが、センテノに支払われたのは4万米ドル（約550万円）のみで、8万米ドル（約1100万円）が未払い。2022年6月5日のデヴィン・ヘイニー第1戦では、a) カンボソスは総額400万米ドル（約5億5千万円）のファイトマネーを受け取ったが、支払われたのは20万ドル（約2700万円）のみで、20万ドル（約2700万円）が未払い、というもの。

## 戦績
プロボクシング：24戦 21勝 (10KO) 3敗
| 戦           | 日付           | 勝敗 | 時間     | 内容    | 対戦相手                           | 国籍           | 備考                                                                                             |
| ------------ | -------------- | ---- | -------- | ------- | ---------------------------------- | -------------- | ------------------------------------------------------------------------------------------------ |
| 1            | 2013年5月18日  | ☆    | 2R 2:06  | TKO     | ジェイソン・マック・グラ           | フィリピン     | プロデビュー戦                                                                                   |
| 2            | 2013年8月17日  | ☆    | 6R       | 判定3-0 | ロベルト・オヤン                   | オーストラリア |                                                                                                  |
| 3            | 2013年11月22日 | ☆    | 6R 2:59  | TKO     | マイケル・コレア                   | フィリピン     | ニューサウスウェールズ州ライト級王座決定戦                                                       |
| 4            | 2014年1月29日  | ☆    | 6R       | 判定3-0 | パイトゥーン・ジャイコム           | オーストラリア |                                                                                                  |
| 5            | 2014年4月9日   | ☆    | 1R 2:30  | TKO     | アクラポン・ナクサエム             | タイ           |                                                                                                  |
| 6            | 2014年8月29日  | ☆    | 10R      | 判定3-0 | ロバート・トゥーミー               | オーストラリア | オーストラリアライト級タイトルマッチ                                                             |
| 7            | 2015年1月31日  | ☆    | 6R       | 判定3-0 | ロディニー・ラフォル               | オーストラリア |                                                                                                  |
| 8            | 2015年7月4日   | ☆    | 3R 2:59  | TKO     | レオナルド・エステバン・ゴンサレス | アルゼンチン   | PABAライト級暫定王座決定戦                                                                       |
| 9            | 2015年12月12日 | ☆    | 4R 2:34  | KO      | ジョーバート・デロス・レイエス     | オーストラリア | PABA防衛1                                                                                        |
| 10           | 2016年6月8日   | ☆    | 4R 終了  | TKO     | イッサ・ナンぺぺチェ               | タンザニア     | PABA防衛2                                                                                        |
| 11           | 2016年12月2日  | ☆    | 12R      | 判定3-0 | ブランドン・オーグルビ             | オーストラリア | WBAオセアニアライト級タイトルマッチ                                                              |
| 12           | 2017年5月6日   | ☆    | 10R      | 判定3-0 | カミル・バラ                       | オーストラリア |                                                                                                  |
| 13           | 2017年10月13日 | ☆    | 9R 1:59  | TKO     | カエファー・トーブアマス           | タイ           | IBF環太平洋ライト級王座決定戦 WBAオセアニア防衛1                                                 |
| 14           | 2018年5月5日   | ☆    | 1R 1:48  | KO      | ホセ・フォレロ                     | パナマ         |                                                                                                  |
| 15           | 2018年7月15日  | ☆    | 2R 2:02  | TKO     | JR・マグブー                       | フィリピン     |                                                                                                  |
| 16           | 2019年1月19日  | ☆    | 8R       | 判定3-0 | レイ・ペレス                       | フィリピン     |                                                                                                  |
| 17           | 2019年6月7日   | ☆    | 6R 1:36  | TKO     | リチャード・ペーニャ               | ベネズエラ     |                                                                                                  |
| 18           | 2019年12月14日 | ☆    | 10R      | 判定2-1 | ミッキー・ベイ                     | アメリカ合衆国 |                                                                                                  |
| 19           | 2020年10月31日 | ☆    | 12R      | 判定2-1 | リー・セルビー                     | イギリス       |                                                                                                  |
| 20           | 2021年11月28日 | ☆    | 12R      | 判定2-1 | テオフィモ・ロペス                 | アメリカ合衆国 | WBA・IBF・WBO世界ライト級タイトルマッチ WBA・WBCフランチャイズ・IBF・WBO・リングマガジン王座獲得 |
| 21           | 2022年6月5日   | ★    | 12R      | 判定0-3 | デヴィン・ヘイニー                 | アメリカ合衆国 | WBA・WBC・IBF・WBO世界ライト級王座統一戦 WBA・IBF・WBO陥落                                       |
| 22           | 2022年10月15日 | ★    | 12R      | 判定0-3 | デヴィン・ヘイニー                 | アメリカ合衆国 | WBA・WBC・IBF・WBO世界ライト級タイトルマッチ                                                     |
| 23           | 2023年7月22日  | ☆    | 12R      | 判定2-0 | マキシ・ヒューズ                   | イギリス       | IBF世界ライト級2位決定戦 IBO世界ライト級タイトルマッチ                                           |
| 24           | 2024年5月12日  | ★    | 11R 2:49 | TKO     | ワシル・ロマチェンコ               | ウクライナ     | IBF世界ライト級王座決定戦                                                                        |
| テンプレート |                |      |          |         |                                    |                |                                                                                                  |

## 獲得タイトル
- IBF環太平洋ライト級王座（防衛0）
- PABAライト級王座（防衛2）
- WBAオセアニアライト級王座（防衛1）
- IBF世界ライト級王座（防衛0）
- WBA世界ライト級スーパー王座（防衛0）
- WBC世界ライト級フランチャイズ王座
- WBO世界ライト級王座（防衛0）
- リングマガジン世界ライト級王座
- IBO世界ライト級王座

## ペイ・パー・ビュー売上げ
| 開催年月日   | イベント                                                | 販売件数 | テレビ局           | 備考     |
| ------------ | ------------------------------------------------------- | -------- | ------------------ | -------- |
| 2022年6月5日 | ジョージ・カンボソス・ジュニア vs. デヴィン・ヘイニー 1 | 7万件    | （オーストラリア） | 60豪ドル |